# Henryk Szeryng
Henryk Bolesław Szeryng (Żelazowa Wola, 22 settembre 1918 – Kassel, 3 marzo 1988) è stato un violinista polacco naturalizzato messicano.

## Biografia
Boleslaw Henryk Szeryng studiò il violino con Moritz Frenkel a Varsavia (1925-1927), con Willy Hess a Berlino (1928-1930), e, su raccomandazione di Bronisław Huberman, con Carl Flesch a Berlino e a Baden-Baden (1930-1933). Dopo un brillante inizio di carriera (1933-1936), il giovane virtuoso decise di riprendere gli studi con Nadia Boulanger (composizione) e Paul Juon (contrappunto). Inoltre, frequentò i corsi di storia, linguistica e filosofia alla Sorbonne. Il 18 novembre 1936 fu ammesso nel corso superiore di violino del Conservatorio di Parigi nella classe di Gabriel Bouillon, ottenendo il Premier Prix l'anno successivo.
Considerato uno dei massimi violinisti del suo tempo, Szeryng è famoso per le sue due incisioni  delle Sonate e Partite di Johann Sebastian Bach delle quali fece anche una revisione critica, pubblicata dalla Schott Music nel 1981.
A Venezia, per il Teatro La Fenice, nel 1960 eseguì il Concerto per violino di Ludwig van Beethoven nel Cortile del Palazzo Ducale, nel 1973 10 Sonate per pianoforte di Beethoven con il pianista Eugenio Bagnoli in tre concerti, nel 1974 il ciclo delle Sonate per tastiera e violino di Johann Sebastian Bach con la clavicembalista Huguette Dreyfus in tre concerti, e nel 1976 le tre Sonate di Johannes Brahms con Bagnoli.
A Salisburgo suonò nel 1965, 1967 e 1968 con il pianista Marinus Flipse, nel 1967 il Concerto per violino di Johannes Brahms con i Wiener Philharmoniker diretti da Claudio Abbado, nel 1970 il Concerto n. 2 per violino di Béla Bartók con i Berliner Philharmoniker diretti da Seiji Ozawa ed eseguì Sonate di Mozart in concerto con la pianista Ingrid Haebler nel 1970 e 1973, nel 1973 il Concerto per violino n. 7 di Mozart con la London Symphony Orchestra diretta da Karl Böhm e nel 1979 un recital con il pianista James Tocco.
Nel 1975 vinse il Grammy Award for Best Chamber Music Performance per l'album Brahms: Piano Trio No. 3, Op. 101/Schubert: Piano Trio No. 2, d. 929 (Rubinstein Collection, Vol. 73) per la RCA con Arthur Rubinstein e Pierre Fournier e nel 1976 il Grammy Award for Best Chamber Music Performance per l'album Schubert, The Piano Trios - Op. 99 In B-Flat • Op. 100 In E-Flat - Rubinstein/Szeryng/Fournier, del 1975 per la RCA Red Seal. 
Il 19 novembre 1987, Szeryng diede la première americana del Concerto per Violino di Reynaldo Hahn con l'Atlanta Symphony Orchestra diretta da Louis Lane.

### Ultime apparizioni e morte
L’8 febbraio 1988, tenne un ultimo concerto al Teatro alla Scala di Milano in doppia veste di direttore e violinista.
Morì il 3 marzo dello stesso anno.

## Discografia parziale
- Bach, J.S.: Violin Concertos; Concerto for 2 Violins; Air from Suite No. 3 - Academy of St. Martin In the Fields/Henryk Szeryng/Maurice Hasson/Sir Neville Marriner, 1976 Philips
- Bach, Sonatas & Partitas - Henryk Szeryng, 1968 Deutsche Grammophon
- Beethoven, Piano Trios (Complete Beethoven Edition Vol. 9) - Beaux Arts Trio/Eckart Besch/Henryk Szeryng/Pierre Fournier/Thomas Brandis/Wilhelm Kempff/Wolfgang Böttcher, 1997 Deutsche Grammophon
- Beethoven, Violin Concerto & Violin Romances Nos. 1 & 2 - Bernard Haitink/Henryk Szeryng/Royal Concertgebouw Orchestra, 1986 Philips
- Beethoven: Sonatas Nos. 5, 8 & 9 for Violin and Piano - Arthur Rubinstein & Henryk Szeryng, 1999 BMG
- Beethoven, Violin Sonatas "Spring" and "Kreutzer" - Henryk Szeryng & Ingrid Haebler, Philips
- Brahms: 3 Violin & Piano Sonatas, Opp. 78, 100, & 108 - Arthur Rubinstein & Henryk Szeryng, 1999 BMG
- Brahms, Violin Concerto & Concerto for Violin and Cello - Bernard Haitink/Henryk Szeryng/János Starker/Royal Concertgebouw Orchestra, Philips
- Mozart, The Violin Concertos (Vol. 1) - Henryk Szeryng/New Philharmonia Orchestra/Sir Alexander Gibson, 2005 Decca/Philips Complete Mozart Edition
- Mozart: Sonatas for Piano & Violin, K. 451 & K. 481 - Henryk Szeryng/Ingrid Haebler/New Philharmonia Orchestra/Sir Alexander Gibson, Philips/Decca
- Mozart: The Great Violin Sonatas, Vol. 2 - Henryk Szeryng & Ingrid Haebler, Philips
- Paganini, Violin Concertos Nos. 1 & 3 - Henryk Szeryng/London Symphony Orchestra/Sir Alexander Gibson, Philips
- Saint-Saëns, Violin Concerto No. 3 & Havanaise & Introduction et Rondo Capriccioso - Ravel: Tzigane - Eduard van Remoortel/Henryk Szeryng/Orchestre national de l'Opéra de Monte-Carlo, 1970 Philips
- Schubert Piano Trio No. 1; Schumann Piano Trio No. 1 - Arthur Rubinstein/Henryk Szeryng/Pierre Fournier, BMG
- Szeryng, Kreisler e altri tesori per vl - Reiner, 1963 Mercury
- Szeryng, Szeryng in concert - I grandi concerti per violino, 1962/1976 Decca

## Composizioni
- Henryk Szeryng, Cadenza per il Concerto n. 3 di Paganini, inedita
- Henryk Szeryng, Cadenza per il Concerto n. 4 di Paganini, tras. Philippe Borer, «The Strad» n. 1374 (supplemento), ottobre 2004 http://en.scorser.com/Out/300555037.html

## Scritti
- Performance directions, in Johann Sebastian Bach, Sonatas and Partitas for violin solo, a cura di Henryk Szeryng, con un contributo di Günter Kehr, Magonza, Schott, 1981, pp. 6-16
- Des Trois Étapes de l'Art du Violon, dattiloscritto di H. Szeryng (6 pp.) ad uso degli studenti del corso estivo dell'Académie Internationale de Musique de Nice, luglio 1959